# 矢野忍
矢野 忍（やの しのぶ、1982年3月4日 - ）は、日本の男性ナレーター。アスクマネージメント所属。千葉県出身。

## 人物
テレビ朝日アスク声優特別クラス受講。

## 出演

### ナレーション
- テレビ朝日
  - ワイド!スクランブル
  - スーパーモーニング
  - スーパーJチャンネル
  - 報道発 ドキュメンタリ宣言 予告篇
  - ドキュメンタリー宣言 ～六ヶ所村の真実～
  - グッド!モーニング

### ボイスオーバー
- テレビ朝日
  - やじうまテレビ!
  - モーニングバード!
  - 報道発 ドキュメンタリ宣言
  - サンデー・フロントライン
  - サンデースクランブル
  - ザ・スクープスペシャル
  - サタデースクランブル
  - 特番『サタスペ!「医療最前線 絶対にあきらめない!生還への道」』
- BS朝日
  - 南海離島の洞窟で歴史的発見 謎の人骨に迫る!
- フーディーズTV
  - 世界遺産の街 おいしい旅